# Pyrausta kosemponalis
Pyrausta kosemponalis is een vlinder van de familie van de grasmotten (Crambidae). De wetenschappelijke naam van deze soort is voor het eerst voorgesteld door Embrik Strand in een publicatie uit 1918.
De soort komt voor in Taiwan. De soort is vernoemd naar de plaats waar deze soort voor het eerst ontdekt, Kosempo, een heuvel in Kaohsiung. De huidige naam van deze heuvel is Jiasianpu.